# مطية تماما
«مطية تماما» (بالإنجليزية: Quite a Ride) هي الحلقة الخامسة للموسم الرابع من مسلسل إيه إم سي التلفزيوني الدرامي من الأفضل الاتصال بسول، المسلسل يُعتبر بادئة من مسلسل اختلال ضال. تم بث الحلقة في 3 سبتمبر 2018 على قناة إيه إم سي بالولايات المتحدة. خارج الولايات المتحدة، تم عرض الحلقة لأول مرة على خدمة البث نتفليكس في عدة بلدان.

## الاستقبال

### التقييمات
تمت مشاهدة الحلقة من قبل 1.53 مليون مشاهد في أول بث لها، وحصلت على تقييم 0.4 للمشاهدين الذين تتراوح أعمارهم بين 18 و49.

## وصلات خارجية
- «مطية تماما» على إيه إم سي (بالإنجليزية)
- «مطية تماما» على قاعدة بيانات الأفلام على الإنترنت (بالإنجليزية)